# Cimetière des Champeaux de Montmorency
Le cimetière des Champeaux, créé au début du XVIIe siècle à Montmorency (Val-d'Oise), a la particularité d'être le plus grand cimetière polonais de France d'où son appellation « la nécropole polonaise » ou « panthéon de l'émigration polonaise ». Située à une quinzaine de kilomètres au nord de Paris, Montmorency doit cette particularité à deux anciens combattants de la Grande Armée qui y séjournaient et, à leur mort, y furent enterrés : Julian Ursyn-Niemcewicz et Karol Kniaziewicz. Depuis, nombre d’autres ont suivi et aujourd’hui on compte plus de 500 sépultures, parmi lesquelles celles des poètes Adam Mickiewicz, Cyprien Norwid et du chef de la résistance polonaise en France Aleksander Kawalkowski. Terre sacrée et lieu de mémoire, ce cimetière est le symbole de la résistance polonaise contre toutes les formes d’oppressions et tous les ans au printemps, des Polonais de la région parisienne se rendent en pèlerinage à Montmorency.

## Histoire

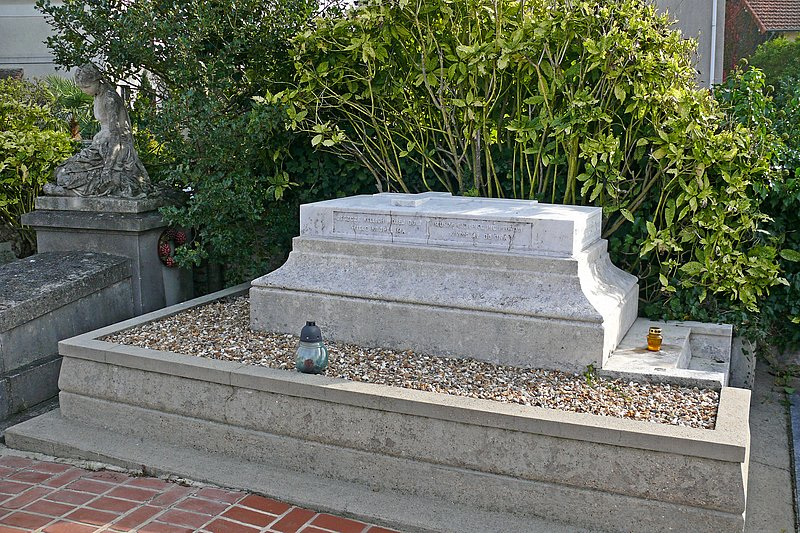
Tombe de Delfina Potocka (1807-1877), amie de Frédéric Chopin

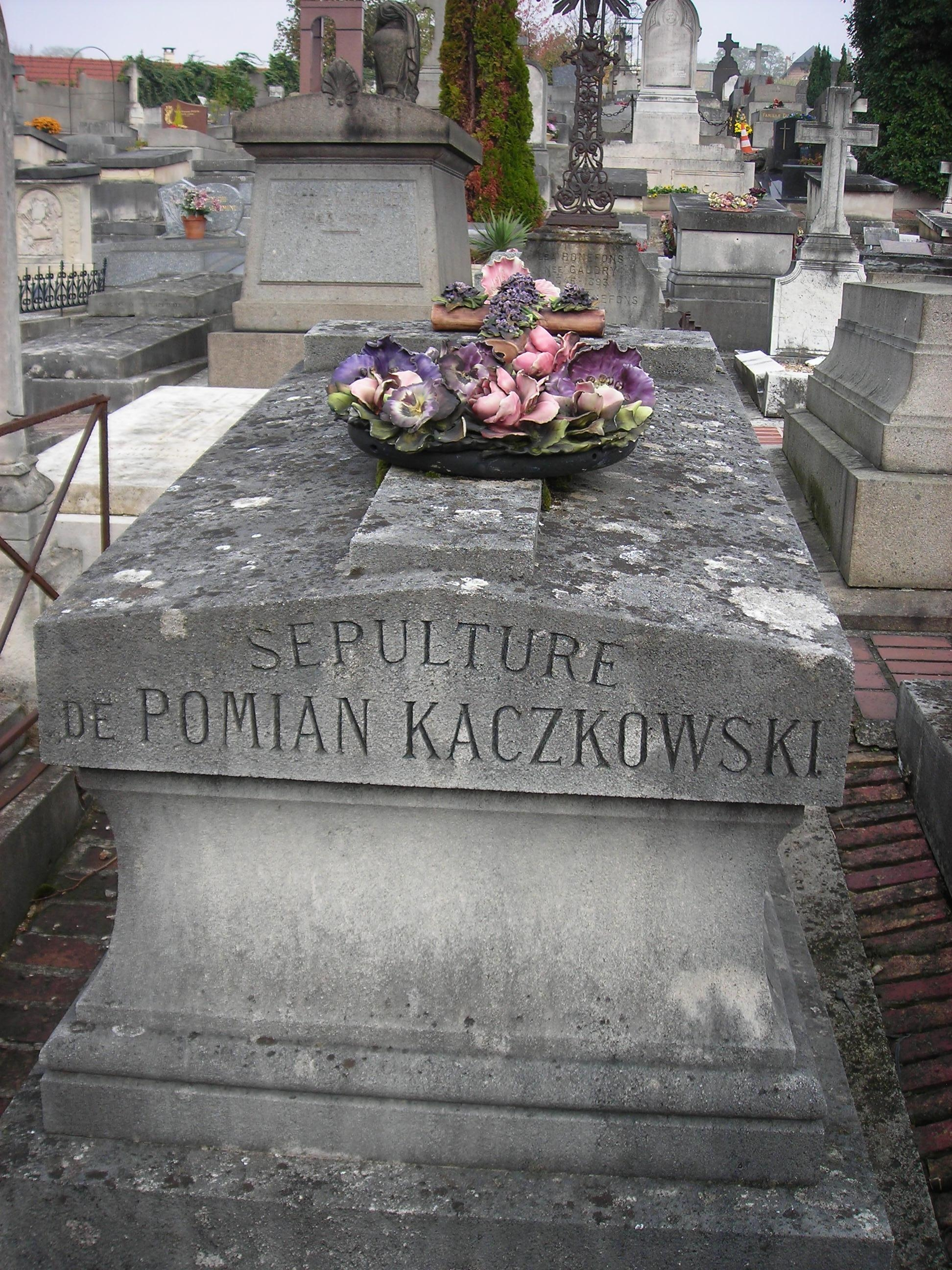
Tombe de Zygmunt Kaczkowski, écrivain polonais

### Montmorency et la Grande Émigration
À la fin du XVIIIe siècle, la Pologne n’est plus un État. Elle a été partagée à trois reprises et absorbée par trois puissances voisines, l’Autriche, la Prusse et la Russie. Après la chute de Napoléon, le Congrès de Vienne de 1815 transforma le duché de Varsovie, créé par ce dernier en 1807 et attaché à l'Empire français, en Royaume du Congrès, monarchie liée par une union personnelle à l’Empire de Russie. Le tsar portait le titre de Roi de Pologne. La tyrannie du tsar Nicolas Ier provoque l'Insurrection de Novembre 1830. Les persécutions forcent un nombre important de Polonais à quitter le pays ; c'est le début de la Grande Émigration. Une majorité d'entre eux rejoint en France le prince Adam Jerzy Czartoryski, chef du gouvernement insurrectionnel.
Parmi eux, se trouvent Julian Ursyn Niemcewicz, sénateur et historien et le général et homme politique Karol Kniaziewicz. Ces deux illustres patriotes polonais avaient particulièrement apprécié séjourner à Montmorency durant leur exil et avaient émis le souhait de s'y faire inhumer. Leur aura est telle auprès de la communauté polonaise qu’à leur mort, en 1841 et 1842, leur sépulture fait l’objet d’une attention particulière. Ne pouvant pas être inhumés à la collégiale Saint-Martin de Montmorency, ils sont enterrés au cimetière des Champeaux.
Peu à peu, Montmorency et la station thermale d'Enghien toute proche devinrent un lieu de séjour de la Grande Émigration et de la famille du prince Adam Jerzy Czartoryski. Delfina Potocka née Komar y ouvrit un second salon qui résonnait de la musique de Frédéric Chopin, dans lequel on rencontrait les poètes Zygmunt Krasiński et Juliusz Słowacki, on débattait du passé et on rêvait d'une Pologne libre. Adam Mickiewicz avec sa famille, ses amis Stefan Witwicki, Józef et Bogdan Zaleski faisaient partie des invités des premiers Polonais habitant ce lieu de villégiature. Nombreux furent ceux qui y retrouvèrent la joie de vivre, l'adoptèrent comme seconde patrie et le choisirent comme lieu de repos éternel.
Éloignés de leur pays d'origine, de nombreux Polonais choisissent le cimetière des Champeaux pour leur dernière sépulture, aux côtés de concitoyens célèbres. 
Aujourd’hui on y trouve 276 tombes polonaises.

### Pèlerinage
Depuis c'est le lieu d'un pèlerinage qui a lieu chaque année au printemps. La cérémonie commence par une messe funèbre à la mémoire de tous les Polonais morts en exil, suivie d'un sermon en français, de l'hymne catholique polonais – Boże, coś Polskę – et d'un cortège traversant la ville, de l'église au cimetière, avec dépôt de gerbes. Cette tradition du pèlerinage est née en 1843. Elle est le fruit de l'action du Comité présidé par Adam Jerzy Czartoryski qui fonda deux messes perpétuelles, la première pour le repos des âmes de Julian Ursyn Niemcewicz et de Karol Kniaziewicz, la seconde pour le repos des âmes des Polonais morts en exil. La communauté des Polonais en exil en fut informée le 16 mai 1843 par un discours d'Adam Mickiewicz, qui était alors président de la section historique de la Société littéraire polonaise

### Le Mur de la Mémoire
Le cimetière est un lieu de commémoration de la patrie polonaise et de la liberté des peuples à disposer d'eux-mêmes.  
Le Mur de la Mémoire honore les soldats et de l'Armée polonaise en Occident, les Polonais massacrés à Katyń et en Volhynie ainsi que le syndicat d'opposition Solidarność. Car l'histoire du cimetière épousa celle de la Pologne aussi durant le XXe siècle. Il reçut les dépouilles de résistants et de déportés. De la terre de Katyn y a même été rapportée. Dans les années 1960, le cimetière devint à sa manière un lieu de résistance à la Pologne communiste. S’y firent inhumer des membres de la diaspora ayant refusé de revenir en Pologne sous ce régime. 

## Personnalités inhumées au cimetière des Champeaux
- Joseph Babinski (1857-1952), neurologue français d'origine polonaise.
- Henri Babinski (1855-1931), ingénieur des mines, gastronome et auteur de livres culinaires français d'origine polonaise
- Bolesław Biegas (1877-1954), peintre et sculpteur polonais.
- François Black (1881-1959) sculpteur polonais.
- Olga Boznańska (1865-1940), artiste peintre polonaise.
- Félix Breański (1794-1884), militaire polonais.
- Jan Chalecki (1807-1879), général polonais, participant de l'Insurrection de Janvier 1863.
- Stéphane du Château (1908-1999), architecte franco-polonais.
- Charles Chobrzyński (1809-1883), ingénieur aux chemins de fer (émigré polonais naturalisé français).
- Alexandre Chodźko (1804-1891), orientaliste, écrivain, poète polonais et consul de Russie en Perse, naturalisé français.
- Sophie de Choiseul-Gouffier (1790-1878), romancière et mémorialiste polono-lituanienne de langue française.
- Marian Czarnecki (1911-1981), militaire et journaliste polonais.
- Adam Jerzy Czartoryski, (1770-1861), Homme d'État polonais.
- Henryk Dembiński (1791-1864), général polonais.
- Franciszek Duchiński (1816-1893), historien et ethnologue polonais.
- Seweryna Duchińska (1816-1905), écrivaine polonaise.
- Wacław Gasztowtt (1844-1920), homme de lettres franco-polonais
- Cyprien Godebski (1835-1909), sculpteur français d'ascendance polonaise.
- Antoni Górecki (1787-1861), poète polonais et vétéran des guerres napoléoniennes, cofondateur de l'École polonaise des Batignolles
- Maria Górecka (1835-1922), traductrice polonaise, fille d'Adam Mickiewicz
- Constantin Henszel (1842-1902), insurgé polonais de 1863, médecin
- Józef Jaklicz (1894-1974), militaire et résistant polonais.
- Eustachy Januszkiewicz (1805-1874), journaliste, libraire, fondateur de le Librairie polonaise de Paris.
- Aleksander Jełowicki (1804-1877), insurgé, éditeur polonais, traducteur, écrivain et prêtre.
- Teodor Jełowicki (1828-1905), juriste, politicien, musicien, philanthrope polonais
- Zygmunt Kaczkowski (1825-1896), poète polonais.
- Maria Kasterska (1893-1969), écrivaine et journaliste polonaise.
- Aleksander Kawałkowski (1899-1965), officier et diplomate polonais, commandant en chef de la Résistance polonaise en France Organisation polonaise de lutte pour l'indépendance (POMN).
- Karol Kniaziewicz (1762-1842), général et homme politique polonais.
- Tadeusz Makowski (1882-1932), peintre polonais
- Ludwik Mękarski (1843-1923), ingénieur français d'origine polonaise, inventeur du tramway à air comprimé
- Adam Mickiewicz (1798-1855), poète et écrivain polonais, professeur au Collège de France.
- Bolesław Motz (1865-1935), urologue polonais.
- Julien-Ursin Niemcewicz (1757-1841), écrivain et homme politique polonais.
- Antoni Oleszczyński (1774-1879), peintre polonais.
- Cyprian Kamil Norwid (1821-1883), artiste, poète et dramaturge polonais.
- Władysław Oleszczyński
- Victor Osławski (1814-1893), collectionneur, mécène de la science et de l'art polonais
- Bronisław Piłsudski (1866-1918), ethnologue et anthropologue polonais, frère du maréchal Piłsudski
- Helena Paderewska
- Roman Palester (1907-1989), compositeur polonais
- Klaudyna Potocka née Działyńska (1801-1836), aristocrate polonaise qui consacre sa fortune à l'aide aux réfugiés polonais
- Edward Pożerski-Pomian (1875-1964), médecin et chercheur français d'origine polonaise
- Franciszek Jan Pułaski (1875 -1956), diplomate historien, directeur  de la Bibliothèque polonaise de Paris, directeur de programmes à la Radio polonaise
- Karol Sienkiewicz (1793-1830), poète, historien, militant social et politique, cofondateur de la Bibliothèque polonaise de Paris.
- Kazimierz Sosnkowski (1885-1969), général et homme politique polonais.
- Artur Stępiński
- Aleksander Stryjeński (1799-1875), ingénieur militaire et civil, cartographe polonais.
- Alfred Swieykowski(1869-1953), peintre français d'origine polonaise.
- Maria Szeliga (1854-1927), écrivaine féministe polonaise.
- Józef Szermentowski (1833-1876), peintre polonais.
- Leszek Talko (1916-2003), journaliste et écrivain polonais.
- Joseph Tański (1806-1888), officier et écrivain franco-polonais.
- Aleksander Wat (1900-1967), écrivain polonais.
- Zofia Węgierska (1822-1869), écrivaine et journaliste polonaise.
- Wanda Wolska-Conus
- Kazimierz Woźnicki
- Tadeusz Wyrwa
- Zygmunt Lubicz-Zaleski (1882-1967) écrivain, poète, pianiste, patriote et diplomate polonais.
- Władysław Zamoyski (en) (1803–1868), général et homme politique polonais.
- Władysław Żeleński
- André Hossein (2 février 1905, Samarcande - 9 août 1983, Paris), compositeur iranien

Outre les Polonais, on y trouve aussi les tombeaux de :
- Charles Dusaulchoy (1781-1852), peintre et lithographe français.
- Marthe Malot (1850-1926) écrivain et seconde épouse d'Hector Malot et fille du peintre Achille Oudinot (1820-1886), ami de Corot. Auteur de cinq romans : Folie d’amour (1888), Le Prince (1894) ; L’Amour dominateur et La Beauté (1897) ; Sa fille (1900) ; Cœurs d’amoureuses (1905) ; Ève de France (1911).

## Rénovation
Vingt-et-une tombes ont été rénovées entre 2007 et 2008 par l'École nationale des beaux-arts Józef Szermentowski de Kielce (pl).
En 2013, la Ville de Montmorency a lancé un projet de promotion d'un épisode méconnu de son histoire dont la trace matérielle et spirituelle se trouve dans la nécropole polonaise du cimetière des Champeaux : celui des activités de la Grande Émigration polonaise sur son territoire. Elle a entrepris de mettre en valeur les tombes polonaises du cimetière, en vue de les inscrire dans l'histoire de l'Europe par l'obtention du label du Patrimoine européen.